# Hallstatti kultúra
A hallstatti kultúra nevét a felső-ausztriai Hallstatt településről kapta, melynek közelében a 19. század közepén több mint 900 kora vaskori (i. e. 750–450 körüli időszak) sírt tártak fel. A régészeti kultúrkör Nyugat-Franciaországtól a Dunántúlig terjedt, az urnamezős kultúrából fejlődött ki, és elsőként használt tömegesen vasfegyvereket és -eszközöket. Kapcsolatban állt a dél-franciaországi görög gyarmatvárosokkal és az etruszkokkal. Arisztokráciája hegyormokon vagy meredek dombokon létrehozott nagy kiterjedésű településeken, 8-10 méter magas faszerkezetű földsáncokkal megerődített várakban élt. Halottaikat kamrasírokba temették, a férfiak mellé vasból készült fegyvereiket, gyakran lovukat és kocsijukat helyezték. Etnikailag a proto-keltákkal és a keltákkal azonosítja őket a történettudomány.
Lásd még: kelta művészet.

## Területi elhelyezkedése

Elterjedési területe

Az urnamezős kultúrából kifejlődött hallstatti kultúra jellemzőiben két területre különíthető el. A nyugati Hallstatt-kör a mai Közép-Franciaországtól Északnyugat-Ausztriáig, illetve Csehországig terjedt. Ezen a területen élőket tartják a késői vaskor kelta népessége őseinek, akiknek az anyagi kultúrájára a görög és etruszk kapcsolat nagy hatást gyakorolt. A keleti Hallstatt-kör Szlovákia, Kelet-Ausztria, Szlovénia és a Dunántúl területén volt fellelhető. A vasolvasztás és –feldolgozás új technológiának számított Közép-Európában, de még használatban maradtak a bronzból készült fegyverek és ékszerek is. A főbb magyarországi lelőhelyek: Százhalombatta, Süttő, Várhely/Burgstall (Sopron), Sághegy, Vaskeresztes, és a Pécs melletti Jakab-hegyen.

## Fegyverek, használati tárgyak

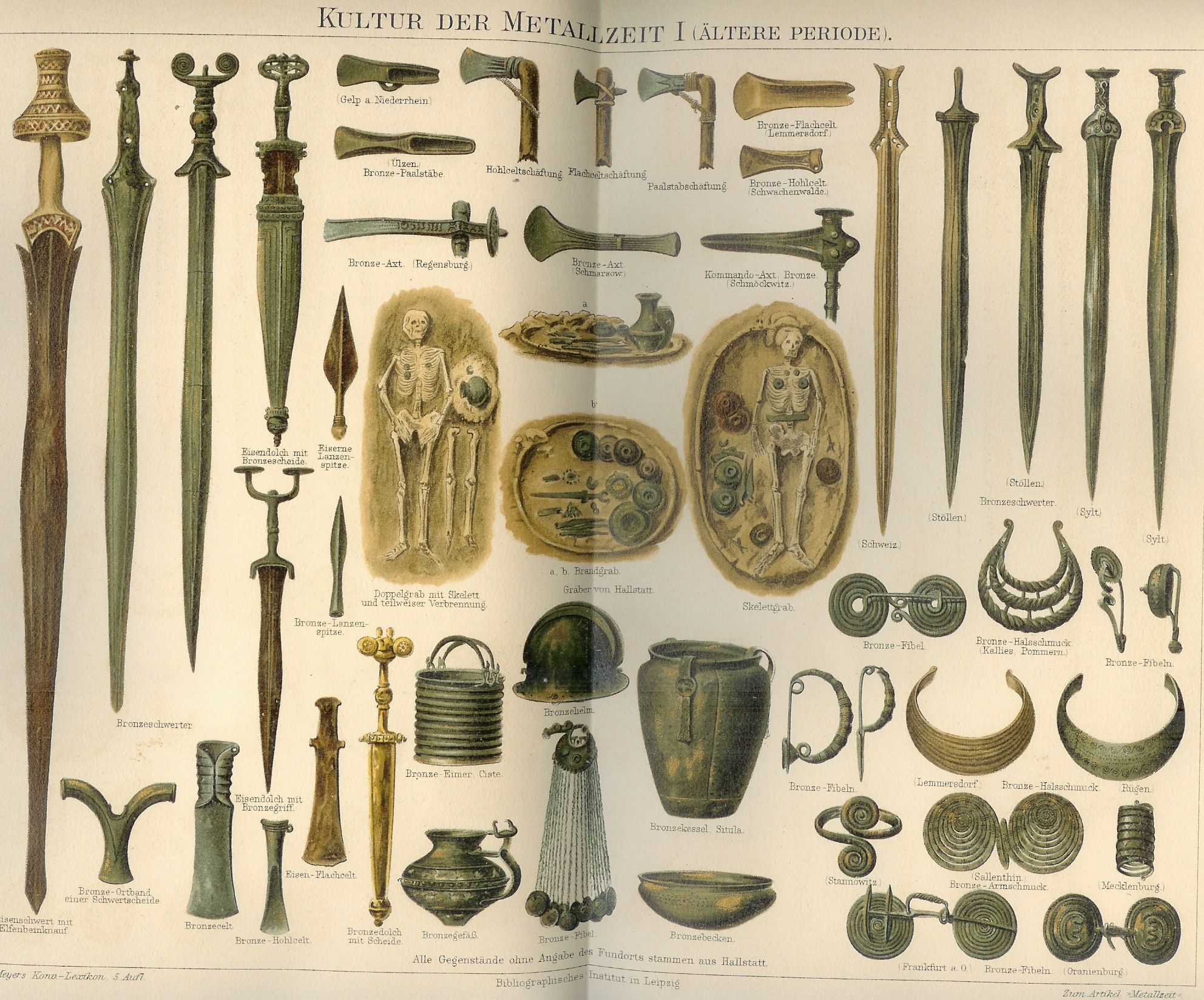
Hallstatt-kori leletek

A kultúrkör fegyverzetéhez vasból készített rövid tőrök, kardok, kések, balták, lándzsák, nyílhegyek és sisakok tartoztak. A fellelt bronz ékszerek közül a fibulák a leggyakoribbak, melyek itáliai hatásokat is mutatnak. A bronz edényeken geometrikus formák, növényi és emberalakok találhatók, melyek alapján a vaskori kultúra mindennapi életének eseményeire lehet következtetni.

## Temetkezés

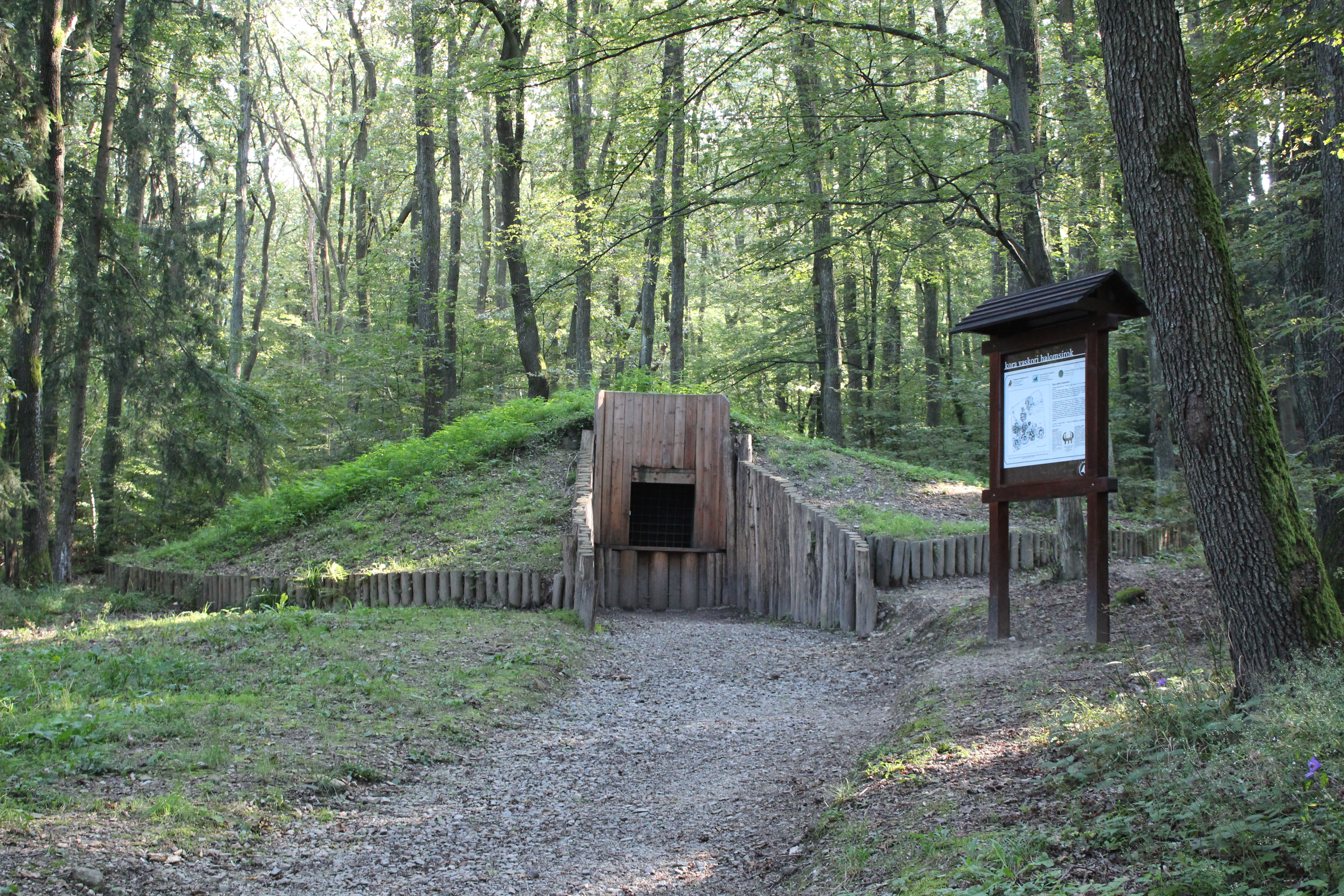
Halomsír a Várhelyen (Sopron)

A halottakat nagy kamrasírokba temették, melyeket 3-4 méter magas halmok alatt kőből vagy fából építettek. A gazdag sírmellékletek – fegyvereket, lovakat, sőt néhol díszes kocsik bronz alkatrészeit is találtak a sírokban – arról tanúskodnak, hogy a hallstatti-kultúra embere hitt a túlvilági életben. A Villingen-Schwenningen melletti Magdalenenberg Közép-Európa legnagyobb halomsírja, melyben a fejedelem sírkamrája mellett 133 másik sír is található. Ezekbe valószínűleg a fejedelmi család más tagjai és kíséretük került. A teljes temetkezés mellett a hamvasztás is létezett. A kultúra köznépe urnatemetőkbe került, szegényes sírmelléklettel. A württembergi Hirschlandennél találtak egy monumentális plasztikát, egyikét a kultúra ritka síremlékeinek, ami a kelták kötődését bizonyítja a mediterrán világhoz.

## Gazdaság és társadalom
Az új technológia – a vaskohászat – hatalmas fellendülést hozott a termelésben és a kereskedelemben, ami a társadalom rohamos differenciálódását okozta. Az uralkodó réteg a hosszú vaskarddal, lóról vagy harci szekérről küzdő katonai arisztokrácia volt. A fejedelmek életszínvonalát a görög és etruszk bronzedények, ékszerek, az attikai kerámia és boros amforák használata jellemezte. Lakóhelyük megerősített fejedelmi központokban valamilyen földrajzi magaslaton épült, melynek lábánál élt a köznép. 